# Taeniopteryx araneoides
Taeniopteryx araneoides is een steenvlieg uit de familie vroege steenvliegen (Taeniopterygidae). De wetenschappelijke naam van de soort is voor het eerst geldig gepubliceerd in 1902 door Klapálek.